# Justin Doellman
Justin Joseph Doellman (Cincinnati, 3 febbraio 1985) è un ex cestista statunitense naturalizzato kosovaro.

## Carriera
Gioca per quattro anni al college di Xavier con i Musketeers, mettendo a segno 10.6 punti 5.4 rimbalzi a partita in NCAA.
Inizia la sua carriera professionistica in Francia, dove gioca tre anni in LNB Pro A con le maglie di Cholet, Besançon e Orléanaise.
Nel 2010 firma per Alicante, squadra spagnola che milita in Liga ACB, con cui ha una media di 13,1 punti e 6,2 rimbalzi. L'estate successiva passa a Manresa, con cui diventa, nella stagione 2011-12, il secondo marcatore della lega con 16,8 punti per partita, e l'MVP del mese di gennaio.
Nell'estate 2012, dopo una buona stagione sotto il profilo realizzativo, lascia Manresa per firmare un contratto di due anni con Valencia. Nel 2013 e nel 2014 è inserito nel primo miglior quintetto di Eurocup. Con Valencia vince l'Eurocup 2013-2014 ed è nominato MVP delle finali, oltre che MVP della stagione 2013-14 della Liga ACB.
Il 1º luglio 2014 Valencia annuncia che Doellman ha deciso di non estendere il contratto con la squadra e, il 9 luglio successivo, firma un contratto di due anni con Barcellona.

## Nazionale
Pur essendo nato negli USA, veste la casacca della nazionale del Kosovo, con la quale ha disputato nel 2016, le Qualificazioni al Campionato Europeo 2017, senza raggiungerne la fase finale.

## Palmarès

### Squadra
- Leaders Cup: 1

Cholet: 2008
- Coppa di Francia: 1

Basket Orleanaise: 2009-10
- Coppa del Montenegro: 1

Budućnost: 2018
- Liga catalana: 3

Barcellona: 2014, 2015, 2016
- Supercoppa spagnola: 1

Barcellona: 2015
- Eurocup: 1

Valencia: 2013-14
- Lega Adriatica: 1

Budućnost: 2017-18

### Individuale
- All-Eurocup First Team: 2

Valencia: 2012-2013, 2013-14
- Eurocup Finals MVP: 1

Valencia: 2013-14
- Liga ACB MVP: 1

Valencia: 2013-14